# UFC 259
UFC 259: Błachowicz vs. Adesanya（ユーエフシー・ツーフィフティナイン：ブラホヴィッチ・バーサス・アデサンヤ）は、アメリカ合衆国の総合格闘技団体「UFC」の大会の一つ。2021年3月6日、ネバダ州ラスベガスのUFC APEXで開催された。

## 大会概要
本大会ではライトヘビー級王者ヤン・ブラホヴィッチとミドル級王者イスラエル・アデサンヤによるUFC世界ライトヘビー級タイトルマッチ、王者アマンダ・ヌネスと挑戦者ミーガン・アンダーソンによるUFC世界女子フェザー級タイトルマッチ、王者ピョートル・ヤンと挑戦者アルジャメイン・スターリングによるUFC世界バンタム級タイトルマッチが組まれた。

## 試合結果

### アーリープレリム
第1試合 バンタム級 5分3R
○  トレビン・ジョーンズ vs.  マリオ・バティスタ ×
2R 0:47 TKO（右アッパー→パウンド）
第2試合 ライト級 5分3R
○  ウロシュ・メディチ vs.  アーロン・クルーズ ×
1R 1:40 TKO（パウンド）
第3試合 女子ストロー級 5分3R
○  アマンダ・レモス vs.  リヴィア・ヘナタ・ソウザ ×
1R 3:39 TKO（左ジャブ→パウンド）
第4試合 ウェルター級 5分3R
○  ショーン・ブレイディ vs.  ジェイク・マシューズ ×
3R 3:28 肩固め
第5試合 ライトヘビー級 5分3R
○  ケネディ・エンジーチュクー vs.  カーロス・アルバーグ ×
2R 3:19 TKO（右フック→パウンド）
第6試合 フライ級 5分3R
○  ティム・エリオット vs.  ジョーダン・エスピノーサ ×
3R終了 判定3-0（30-27、30-27、30-25）

### プレリミナリーカード
第7試合 フライ級 5分3R
○  カイ・カラ＝フランス vs.  ホジェリオ・ボントリン ×
1R 4:55 TKO（右ストレート）
第8試合 127ポンド契約 5分3R
○  アスカル・アスカロフ vs.  ジョセフ・ベナビデス ×
3R終了 判定3-0（30-27、30-27、30-26）
※アスカロフの体重超過によりフライ級から変更
第9試合 バンタム級 5分3R
○  カイラー・フィリップス vs.  ソン・ヤドン ×
3R終了 判定3-0（29-28、29-28、29-28）
第10試合 バンタム級 5分3R
○  ドミニク・クルーズ vs.  ケイシー・ケニー ×
3R終了 判定2-1（28-29、29-28、30-27）

### メインカード
第11試合 ライトヘビー級 5分3R
○  アレクサンダル・ラキッチ vs.  チアゴ・サントス ×
3R終了 判定3-0（29-28、29-28、30-27）
第12試合 ライト級 5分3R
○  イスラム・マカチェフ vs.  ドリュー・ドーバー ×
3R 1:37 肩固め
第13試合 UFC世界バンタム級タイトルマッチ 5分5R
○  アルジャメイン・スターリング vs.  ピョートル・ヤン ×
4R 4:29 失格（反則の膝蹴り）
※スターリングが王座獲得に成功。
第14試合 UFC世界女子フェザー級タイトルマッチ 5分5R
○  アマンダ・ヌネス vs.  ミーガン・アンダーソン ×
1R 2:03 トライアングルアームバー
※ヌネスが2度目の王座防衛に成功。
第15試合 UFC世界ライトヘビー級タイトルマッチ 5分5R
○  ヤン・ブラホヴィッチ vs.  イスラエル・アデサンヤ ×
5R終了 判定3-0（49-46、49-45、49-45）
※ブラホヴィッチが王座の初防衛に成功。

### 各賞
ファイト・オブ・ザ・ナイト：ケネディ・エンジーチュクー vs. カーロス・アルバーグ
パフォーマンス・オブ・ザ・ナイト：カイ・カラ＝フランス、ウロシュ・メディチ
各選手にはボーナスとして5万ドルが授与された。

### カード変更
負傷などによるカードの変更は以下の通り。